# Projet Euclide
Projet Euclide (titre original :Project Euclid) est une entreprise de collaboration entre la bibliothèque de l'université Cornell (en) et Duke University Press qui vise à améliorer la communication scientifique en mathématiques pures et appliquées et la statistique à travers des partenariats avec des éditeurs indépendants ou de sociétés scientifiques. Il a été créé dans le but de pour fournir une plateforme à de petits éditeurs de revues scientifiques pour migrer de manière économique, d'une impression papier à une édition électronique.
Par la combinaison du soutien de la part des bibliothèques abonnées et des éditeurs participants, le Projet Euclide a rendu 70 % des articles de ses revues accessibles en libre accès. En 2010, le Projet Euclide procurait un libre accès à plus d'un million de pages.

## Mission et objectifs
La mission affirmée du projet Euclide est de faire progresser la communication scientifique dans le domaine des mathématiques pures et appliquées et les statistiques. Grâce à un « mélange d'accès ouvert et d'abonnements, il permet aux petits éditeurs (et en particulier les sociétés scientifiques) d'héberger leur contenu mathématique ou statistique ». 
De fait, le projet Euclide a rendu 70 % des articles de ses revues accessibles en libre accès. En 2019, le projet Euclide héberge plus de 2,5 millions de pages, (dont 2 millions en libre accès).

## Historique
En 1999, la bibliothèque de l'Université Cornell a reçu une subvention de la Andrew W. Mellon Foundation (en) pour le développement d'un service de publication en ligne conçu pour soutenir la transition des petites revues non commerciales mathématiques de la publication papier vers la publication numérique. Duke University Press, qui avait de l'expérience dans la mise en ligne de ses propres revues de mathématiques et un intérêt similaire pour l'aide aux revues de mathématiques non commerciales, a travaillé comme partenaire de Cornell dans l'élaboration de la demande de subvention, puis dans le développement du modèle de publication du projet Euclide.
Cornell a lancé le projet Euclide en mai 2003 avec dix-neuf revues. En juillet 2008, la bibliothèque de l'université Cornell et Duke University Press ont créé une coentreprise et ont commencé à cogérer le projet Euclide. Duke a assumé la responsabilité « du marketing, des finances et de l'exécution des commandes » tandis que Cornell a continué à fournir et à soutenir l'infrastructure informatique du projet Euclide.

## Contenu
En 2019, le projet Euclide héberge à la fois des journaux en libre accès et des journaux sur abonnements (154 000 articles, dont environ 120 000 en libre acces), des monographies (317 livres), et des actes de colloques (173 volumes), ainsi qu'une collection Prime de publications hébergées sur le projet Euclid et vendues en ligne aux bibliothèques et aux institution,. 
Il y a plus de 50 éditeurs qui adhèrent au projet et de nombreux titres de revues des États-Unis, du Japon, d'Europe, du Brésil et d'Iran. Les périodiques ne sont pas nécessairement en libre accès.
Euclid Prime est une collection de journaux de grand impact à comité de lecture en mathématiques pures et appliquées en en statistique hébergés par le projet Euclide. En 2019, l'accès par abonnement à Euclid Prime n'est disponible que pour les institutions.

## Récompense
En 2011, le projet Euclide a reçu le Division Award de la Physics-Astronomy-Mathematics Division de la Special Libraries Association (en) « for the transformative nature of their work expanding and redefining the role of libraries in publishing »,. Cette récompense, est attribuée chaque année en reconnaissance de contributions importantes à la littérature en physique, en mathématiques ou en astronomie et rend hommage aux travaux qui améliorent manifestement l'échange d'information dans ces trois disciplines,,

## Articles liés
- DPubS (en)
- D-Scribe Digital Publishing (en)
- European Mathematical Information Service